# Stoffel Botha
Pour les articles homonymes, voir Botha.
Ne doit pas être confondu avec Philippe Stoffel-Munck.
Jan Christoffel Stoffel Botha (1929 à Standerton - 18 avril 1998 à Howick) est un homme politique sud-africain, membre du parti national, député de la circonscription électorale de Eshowe (1974-1979), administrateur de la province du Natal (1979-1984), député de Port Natal (1984-1989). Il est successivement ministre de l'Éducation et de la Culture à la chambre de l'assemblée (1984-1985), ministre de l'Intérieur (1985-1986) et ministre des affaires internes et des Communications (1986-1989) dans les gouvernements de Pieter Botha.
Avocat de profession, il commence sa carrière professionnelle à Pretoria avant d'entamer une carrière politique.
Élu au Natal lors des élections générales sud-africaines de 1974, Botha est nommé administrateur de la province en 1979 par Pieter Botha.
Il est le chef provincial du parti national en 1984 quand le président Pieter Botha le nomme au gouvernement en tant que ministre des affaires internes. À ce poste, il est responsable de la censure et devient la bête noire de la presse d'opposition notamment du Weekly Mail. Il s'opposa en 1986 à une proposition de partage du pouvoir politique au Natal avec la majorité noire, réaffirmant son appui à un système constitutionnel basé sur la notion de groupe racial et non sur celui des individus.
En 1989, à l'arrivée de Frederik de Klerk au pouvoir, il annonce son retrait de la vie politique. Il meurt en 1998.